# Дерибасівська вулиця
Дериба́сівська ву́лиця — пішохідна вулиця в центрі міста Одеси (Україна), яку вважають головною вулицею. Названа на честь Фелікса де Рібаса, брата першого градоначальника Одеси Хосе де Рібаса.

## Історія вулиці
На карті міста вулиця з'явилася у 1811 році під назвою Гімназична. Назву Дерибасівська (італ. La strada Ribas) вулиця отримала у 1812 році на честь Фелікса де Рібаса, за розташуванням його будинку на цій вулиці. З приходом до влади комуністів назву вулиці було змінено на Лассаля (з 1920 року), а після загибелі у 1938 році Чкалова — Чкалова (з 1939 року). Історичну назву було повернено із включенням Одеси до складу Румунського королівства у 1941 році, і за дивним збігом обставин, вона зберігалася і після повернення більшовиків.
Наразі це загальновідома пішохідна вулиця міста, яка є традиційною приймальницею таких свят міста, як: Одеська Гуморина та День міста.

## Визначні пам'ятки

### Міський сад

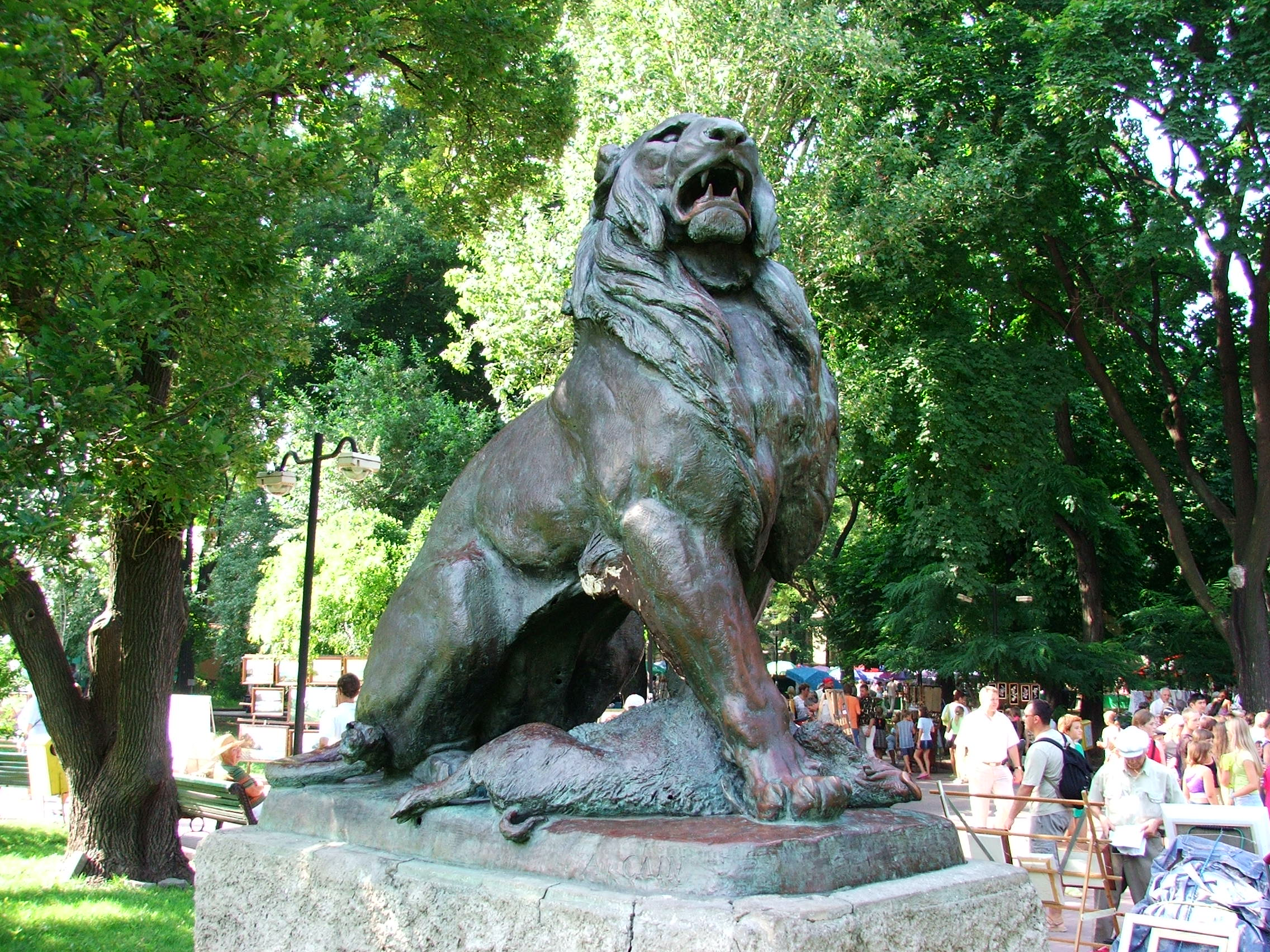
У Міському Саду на Дерибасівській — скульптура лева

Поряд з Дерибасівською, між вулицями Преображенська та Гаванна, розташований перший парк Одеси, побудований у 1803 році, майже відразу після заснування міста, братами Хосе і Феліксом де Рібас. У 1806 році Фелікс подарував місту ділянку землі, що стала першим міським садом.
З середини 2006 року міський сад перебував на реставрації, а в травні 2007 року знов відкрився для відвідувачів. У парку з'явився співучий фонтан, було відреставровано круглу криту сцену, де проходять виступи симфонічних оркестрів. Також міський сад (в Одесі кажуть: горсад) відомий своїми пам'ятниками: деякі з них стали символами Одеси. Це скульптури Левові та Левиці, пам'ятник Ільфу і Петрову «12-й стілець», встановлений на честь книги Ільфа і Петрова «Дванадцять стільців», пам'ятник Леоніду Утьосову, і пам'ятник пілоту та спортсмену початку XX століття Сергію Уточкіну.

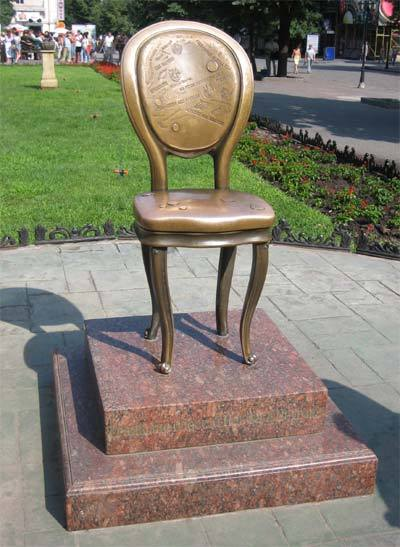
Пам'ятник Ільфу і Петрову «12-й стілець»

### Пам'ятник Ільфу і Петрову «12-й стілець»
Бронзовий пам'ятник, присвячен радянським письменникам Ільфу і Петрову і їх знаменитому роману «Дванадцять стільців».
Пам'ятник був відкритий 1 квітня 1999 року. Бронзовий стілець, виконаний в натуральну величину, покоїться на квадратному гранітному п'єдесталі, який своєю чергою розташований на круглому цоколі, викладеному тротуарною цеглою. На бронзовій табличці, вмонтованої в п'єдестал, сказано: «Громадяни Одеси — Ільфу і Петрову». На самому цоколі закріплена бронзова табличка з написом: «Площа імені Остапа Бендера». Скульптор Михайло Рева.

### Пам'ятник Леоніду Утьосову

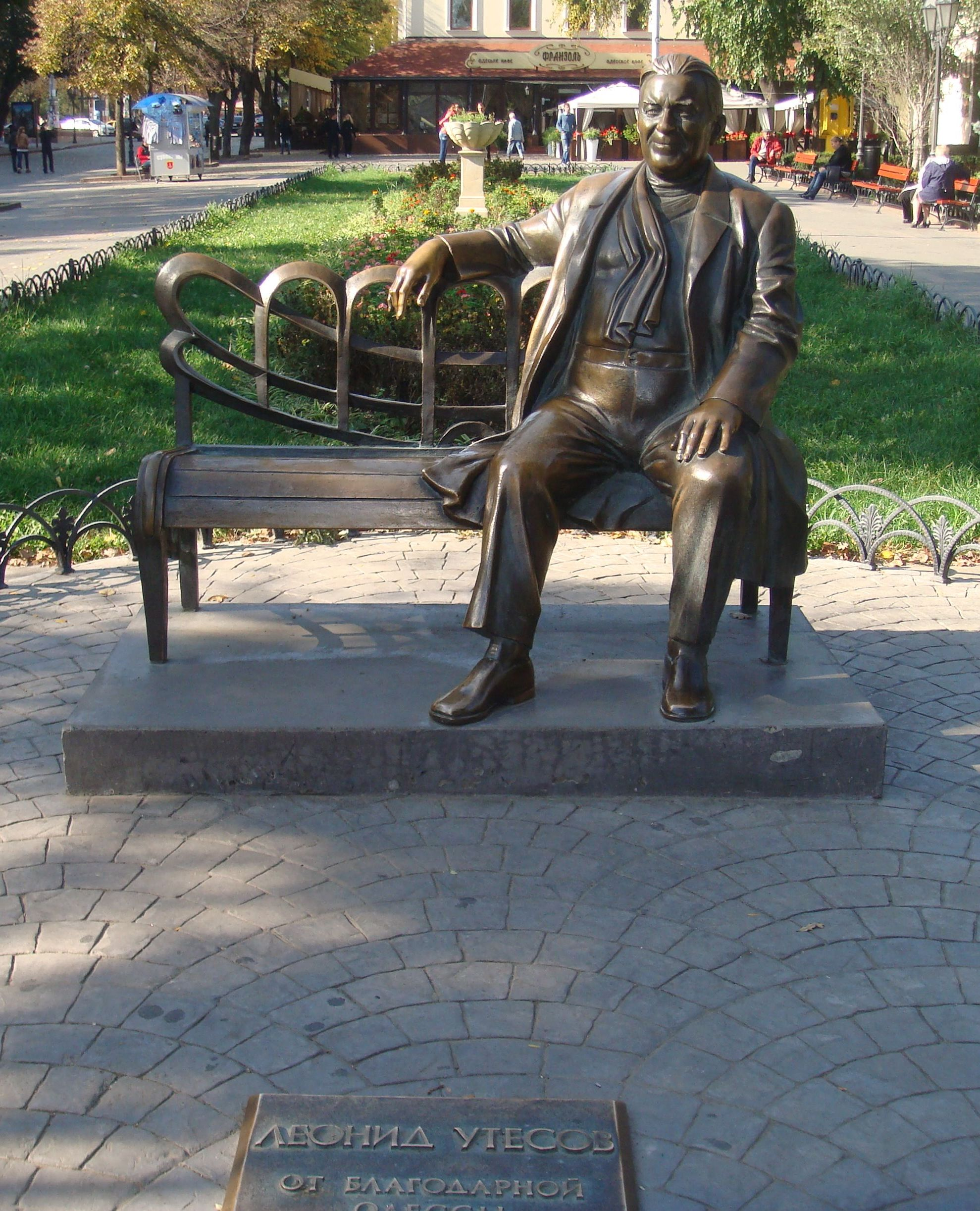
Пам'ятник Л. О. Утьосову

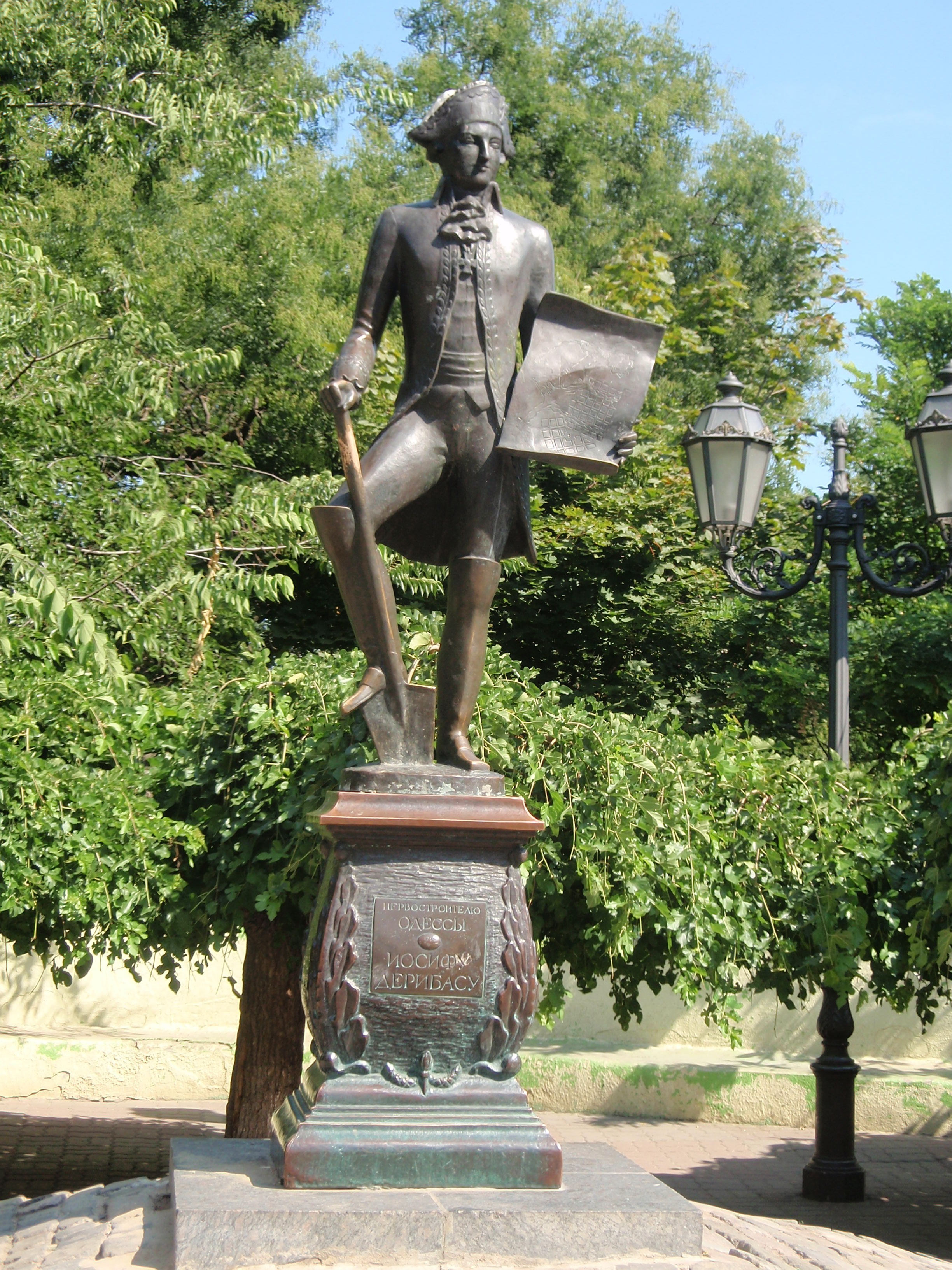
Пам'ятник Де Рібасу

Бронзова скульптурна композиція, встановлена в Міському саду Одеси в пам'ять про одесита, радянського естрадного артиста Леоніда Утьосова.
Бронзова скульптурна композиція була виготовлена заслуженим художником України скульптором О. П. Токаревим, який є автором цілого ряду скульптурних композицій малих форм, що прикрашають вулиці й парки Одеси. Композиція була відлита в Києві й встановлена у 2000 році в дні святкування Дня міста, який в Одесі відзначається 2 вересня. Утьосов представлений сидячим на ажурній лавці, місце поруч з ним пустує. Завдяки цьому задуму, а також тому, що скульптура виконана трохи більше натуральної величини, це наближає фігуру до глядача, ставить його на один рівень з Утьосовим. Одесити й гості міста люблять фотографуватися з цим пам'ятником, присівши на лавку поряд з Утьосовим.

### Пам'ятник Сергію Уточкіну
Бронзовий пам'ятник піонеру російської авіації Сергію Уточкіну, встановлений в Одесі за адресою вулиця Дерибасівська, 22.
Пам'ятник був відкритий у 2001 році в дні святкування Дня міста, який відзначається в Одесі 2 вересня. Монумент виконаний у вигляді бронзової фігури Сергія Уточкіна в людський зріст. Уточкін стоїть на імпровізованому балконі й мрійливо запускає паперовий літачок. Пам'ятник створений одеським скульптором О. П. Токаревим, автором ряду скульптур малих форм, що прикрашають вулиці й парки Одеси.

### Пам'ятник Хосе де Рібасу

Пам'ятник С. І. Уточкіну

Установлений на самому початку Дерибасівської вулиці, на розі з вул. Качинського. Скульптор — заслужений художник України Олександр Князик. Де Рібас зображений таким чином, що в одній руці він тримає лопату, а в другій — план міста.

### Пам'ятник Людвіку Заменгофу, автору мови есперанто
Перший і єдиний в Україні бюст творця мови есперанто Людвіка Заменгофа розташований у дворику Дерибасівської, будинок 3. Встановлений у 1959 році. Скульптор Микола Васильович Блажков; бюст — гіпс, постамент — оцементований камінь-черепашник. Пам'ятник являє собою бюст Л. Заменгофа, встановлений на двох прямокутних плитах, що спираються на постамент циліндричної форми. І бюст, і постамент з прямокутними плитами виконані з бетону. В 1995 році навколо пам'ятника було розбито палісадник, огороджений металевим парканом.
У ті роки не було заведено встановлювати скульптурні зображення людей у дворах, тим більше, що мова есперанто фактично була оголошена поза законом. Тому, як кажуть одеські легенди, Баженов розповідав співробітникам певних служб, що гіпсова скульптура — зображення його батька; на кришку старого колодязя поставлений, щоб не відбулося нещасного випадку: всюдисущі хлопчаки можуть проникнути в колодязь і зірватися… Скоро все стало явним, але часи вже змінилися.

### Декоративна споруда «Мініскульптура бравого вояка Швейка»
Мініскульптура, встановлена на фасаді легендарної одеської пивної «Гамбрінус» (Дерибасівська, 31), присвячена чеському літературному герою сатиричного роману Ярослава Гашека «Пригоди бравого вояка Швейка». Поява скульптури вояка Швейка в Одесі не випадкова. Встановити скульптуру запропонував представник товариства Ярослава Гашека у Чехії Каміл Хайнц. Він знайшов розповідь, в якому Ярослав Гашек пише, що одного разу прочитав про свою смерть в чеських газетах — некролог був надрукований у трьох різних варіантах. В одному з них говорилося, що його вбили п'яні матроси в підвалі пивної «Гамбрінус». Цю розповідь Каміл передав Михайлу Жванецькому — так і з'явився зв'язок Швейка з Одесою. Автор скульптури Михайло Колодко.

## Будинки
- Прибутковий будинок Ількевича — Дерибасівська, 1 — будинок Ількевича: арх. Джованні Фраполлі 1824 рік; перебудова для Ількевича: арх. Каетан Далл'Аква 1845 рік; перебудова для Карафо Ді Сан-Лоренцо: арх. Фелікс Гонсіоровський, 1883 рік. На початку XIX сторіччя (в середині 1820-х років) дві земельні ділянки у кварталі на початку Дерибасівської вулиці були придбані у власність одеським купцем О. Ількевичем і забудовані однотипними житловими будинками з галерейною схемою розпланування.  Вирізняючись своїм функціональним призначенням багатоквартирні прибуткові будинки були взірцем принципово нової секційної схеми розпланування приміщень. Таким чином, у 1845 році житлова забудова вказаних ділянок була докорінно змінена. За проєктом городового архітектора Далл'Акви тут було зведено триповерховий житловий будинок з іншими фасадами, що виходили на червоні лінії Дерибасівської та Польської вулиць.
- Палац Вітта — Дерибасівська, 2 — Побудована у першій половині ХІХ століття.
- Житловий будинок Ількевича — Дерибасівська, 3 — Побудований у 1820-х роках архітектором Джованні Фраполлі. Тут, у 1868—1873 роках жив економіст, публіцист-соціолог, ліберальний народник, автор енциклопедичного словника Сергій Миколайович Южаков. У 1943—1944 роках жив радянський розвідник, керівник підпільної групи Одеси Микола Артурович Гефт (автор меморіальної дошки — скульптор Олексій Копйов). У дворі єдиний у світі пам'ятник Людвіку Заменгофу, засновнику штучної мови міжнародного спілкування есперанто. Скульптор Микола Блажков.
- Будівля контори Російського товариства пароплавства і торгівлі — Дерибасівська, 4 — Побудована у 1912 році.
- Житловий будинок Переца — Дерибасівська, 5 — Побудований у 1881 році архітектором Феліксом Гонсіоровським, у якому знаходився перший в Російській імперії аероклуб, створений 11 березня 1908 році. Надбудова 3-го і 4-го поверхів і реконструкція у житловий будинок для Миколи Переца, архітектором Францом Моранді у 1887 році. Тут був, крім іншого, магазин парфумерних виробів московського Товариства Ралле. У 2004 році проведено реконструкцію для готелю «Континенталь».
- Палац Рафаловича (Банк зовнішньої торгівлі) — Дерибасівська, 6 — Побудований у 1870 році архітектором Феліксом Гонсіоровським. Тут знаходилося Одеське відділення Російського банку зовнішньої торгівлі та Російсько-Дунайське пароплавство, в 1889 — відділення страхового товариства «Росія». У 1947 році — обласний суд, обласна та міська прокуратури. Зараз — обласна прокуратура. У вечірній час будівля грамотно підсвічено. Облаштована і прилегла територія: передбачені з'їзди для колясок, сходів для пішоходів, вуличні ліхтарі. Клумба уздовж фасаду по Італійській вулиці розв'язує питання різниці висот між проїжджою частиною і тротуаром.
- Будинок Ягницького, готель «Паризька» — Дерибасівська, 7 — Побудований у 1835 році архітектором Франческо Боффо. У 1898 році ділянка належала М. Пшику. У будівлі розміщувався готель «Паризька». На початку XX століття — одеське представництво фірми «Вина торгового дому К. Дюброка, Бордо (Франція), заснованого в 1836 році». У 1910-і роки — Торговельна контора «Золотий двигун» з продажу "Англійського універсального і землеробського гасового автомобіля «Вікторія», простіше кажучи — трактора.
- Будинок житловий Маразлі — Дерибасівська, 8 — Побудований у 1835 році архітектором Франческо Боффо.
- Житловий будинок Раллі — Дерибасівська, 9 — Побудований у 1890 році архітектором Феліксом Гонсіоровським, у якому в 1969—1981 році жив видатний вчений в галузі обчислювальної техніки, заслужений діяч наук УРСР, лауреат Держпремії СРСР професор Лев Ізраїльович Гутенмахер.
- Прибутковий будинок страхового товариства «Росія» — Дерибасівська, 10 — Побудований у 1890-і роки архітектором Емілієм Веєм на місці готелю барона Рено, де жив Олександр Сергійович Пушкін. У цій будівлі в 1808—1828 роках розміщувався перший на території Російської імперії Одеський комерційний суд. У 1918—1958 роках жив архітектор, член-кореспондент АН СРСР професор Мойсей Вікторович Замечек.
- Будівля державного банку — Дерибасівська, 11 — Побудована у 1956 році архітекторами Абрамович І., Готгельф Г., Леонід Черленіовський.
- Будинок Новікова — Дерибасівська, 12 — Побудований у 1912—1913 роках.
- Будівля Китобійної флотилії та проєктного інституту — Дерибасівська, 14 — Побудований у 1950—1953 роках. У цьому будинку жив артист оперети, народний артист СРСР Михайло Григорович Водяной. Проєктом будівлі керував знаменитий згодом архітектор Генріх Топуз, закінчено будівлю в 1956 році. Поруч з нею, впритул до дому Новикова, будується будинок проєктного інституту № 3, пізніше перепрофільованого в міську поліклініку. Всі три будинки утворюють 130-метровий фасад, єдиний по поверховості, обсягу і кольором.
- Будівля Рішельєвського ліцею (будинок Вагнера) — Дерибасівська, 16 — Побудований у 1817—1818 роках. Спочатку ця будівля була першим в Одесі вищим навчальним закладом — Рішельєвським ліцеєм. Створений за указом імператора Олександра I в 1817 році. У 1865 перетворений у Новоросійський Імператорський університет. Після переселення ліцею на вулицю Дворянську, 2 (нині Всеволода Змієнка), будинок придбав купець Ваґнер. У будівлі в 1825 році жив польський поет Адам Міцкевич; в 1855—1856 роках викладав російський учений-хімік Менделєєв Дмитро Іванович.
- Комплекс житлових будинків Санца — Дерибасівська, 17 — Побудований у 1875 році архітектором Феліксом Гонсіоровським. Комплекс складається з трьох частин, більше відомий як будинок Матильди Санц на розі Дерибасівської та Рішельєвської. Тут жили: вчений у галузі технології металів, професор Михайло Якович Дікіс; художник, один з основоположників абстракціонізму, Василь Васильович Кандинський. У 1871 сім'я майбутнього художника осіла в Одесі — тут юнак закінчив гімназію, отримав художню і музичну освіту. До революції в будинку знаходився магазин солодощів, в якому служив управителем батько Кандинського. На відкритті меморіальної дошки художнику були присутні перші леді Франції — мадам Клод Помпіду та мадам Бернадетт Шірак. А ще тут в 1900 році одеський міщанин Абрам Ронес відкрив одне з перших у місті фотоательє.
- Будинок Жульєна — Дерибасівська, 19 — Побудований у 1842 році архітектором Джорджо Торрічеллі на місці будинку Оттона, кінця 1810-х років, (арх. Дігбі А.).
- Житловий будинок Ісаковича — Дерибасівська, 22 — Побудований у 1880-х роках архітектором Жеромом Гофманом. Ділянка забудована декількома будинками, спорудженими у різні періоди часу. У 1911 році з боку Міського саду були влаштовані сходи до кінотеатру «Уточ-кіно». З боку Гаванної вулиці був влаштований вихід з кінотеатру зі скульптурним оздобленням у вигляді театральних масок та вітражів. У 1898 році ділянка належала караїму Самійлу Ісааковичу Ісаковичу. Родина Ісаковичів з'явилася в Одесі всередині ХІХ століття. Самійло Ісакович був власником відомих в Одесі лазень на Преображенській, 45, які були засновані його батьком Ісааком Соломоновичем Ісаковичем. Дружиною Ісаковича була караїмка Рахіль Семенівна Ісакович (Мангубі). Однак Самійло Ісакович з дружиною не жили на даній ділянці, їх квартира була розташована на Преображенській, 45, де розміщувалась водолікарня та лазні. На початку XX століття у будинку проживали деякі члени родини Мангубі, зокрема почесний громадянин Одеси Савелій Соломонович Мангубі. Після трагічної загибелі Самійла Ісаковича ділянка переходить у власність караїма Рашеля Мойсейовича Мангубі, який і мешкає в одному з будинків на даній ділянці. У цьому будинку у 1918—1922 роках жив вчений-фізик Микола Дмитрович Папалексі, який з Полтави переїхав до Одеси, де працював у Політехнічному інституті. Щодо торгових закладів, то наприкінці ХІХ століття у будинках ділянки розміщувався магазин капелюхів Власопуло, магазин чаїв торгового дому «Адріан Оборін», крамниця Фішера, де здійснювався продаж консервів, крамниця білизни Шерешевського, бакалійна крамниця Канцлерова, магазин та фабрика музичних інструментів І. К. та К. К. Шредерів, фотографія Жульєна, буфет мінеральних вод, друкарня спадкового почесного громадянина Рашеля Мойсейовича Мангубі та кандидата юридичних наук Г. М. Бейленсона. За радянських часів у 2-й половині XX століття у будинку по Дерибасівській вулиці було влаштоване кафе «Сніжинка». У 2009 році будівлю було продано. На сходинках будівлі пам'ятник першому одеському льотчику Сергію Ісайовичу Уточкіну (скульптор О. Токарев).
- Будинок Мангубі — Дерибасівська, 23 — Побудований у 1830—1842 роках. У центральній частині міста зосереджена найбільша щільність установ, магазинів, крамниць і торгових будинків, як правило, приміщенням першого поверху, відведеного під торговельні функції, відповідала висота і великі загальні площі. Перші два поверхи чільних корпусів були відведені під великі торговельні приміщення. Путівники по м. Одесі того часу відзначають магазин А. Дубиніна — як кращій гастрономічний магазин на Дерибасівській вулиці.
- Будинок Фелікса де Рібаса — Дерибасівська, 24 — Побудований у 1798 році. Тут знаходилась колишня канцелярія Новоросійського генерал-губернатора Михайла Семеновича Воронцова, де служили поети Олександр Сергійович Пушкін та Василь Туманський.
- Будинок Торрічеллі — Дерибасівська, 27 — Побудований у першій половині ХІХ століття архітектором Джорджо Торрічеллі де він жив. Реконструкція для Юліуса Людвиговича Вєддє, інженер Альфред Юргевич, 1901 року. Одним з перших одеських архітекторів був італієць Джорджо Торрічеллі, який з'явився у місті у 1818 році і деякий час працював у найвідомішого одеського архітектора італійця Франческо Боффо. У 1826 році він почав працювати самостійно й створив численну кількість будівель в Одесі. Торрічеллі був власним архітектором генерал-губернатора Новоросійського краю Михайло Семенович Воронцова і створив для нього декілька споруд у його маєтках. Грецька площа в Одесі тривалий час була забудована тільки уздовж провулків і проспект Українських Героїв фактично пронизував її. Однак у 1830-х роках Джорджо Торрічеллі зміг отримати дозвіл на забудову північної частини площі, на що можливо вплинула його посада архітектора при Одеському будівельному комітеті. У 1837 році архітектор спорудив дуже великий триповерховий будинок, який у ті часи був однією із самих значних споруд Одеси. У 1901 році за проєктом інженера Альфреда Юргевича були здійснені внутрішні перебудови споруд, а також нове оздоблення магазину Торгового дому «М. і Ко Вєддє», який був торговим представником фірми «Ю. Вєддє». Фірма займалася продажем іноземних товарів, у тому числі дитячих іграшок. Між 1902—1903 та 1908—1909 роками з боку Дерибасівської праворуч від магазину Вєддє був розташований чайний магазин купця II-ї гільдії Степана Мироновича Тертуса. У будинку у 1909 році також розмістився роздрібний відділ Товариства мануфактури Е. Ціндель, меблевий магазин одеського відділення торгового дому братів Тонет (управитель А. А. Тіховський), фотоательє І. Рижака, працював ювелір Б. Мініц. Також у будинку працював лікар венеричних хвороб Я. М, Шестопал, який працював у венеричній клініці Варшавського університету у Польщі. У 2-й половині XX століття у будинку було влаштовано великий магазин «Дім книги», за часів незалежності його було приватизовано й у 2000-х роках він переїхав у напівкруглий будинок, що виходить у бік грецької площі, а на його старому місті розмістився бутик.
- Будівля готелю «Велика Московська» — Дерибасівська, 29 — Побудована у 1901—1904 роках архітектором Львом Влодеком, скульптором Товієм Фішелем. В будинку жили: народна артистка УРСР Любов Михайлівна Гаккебуш; чеський оперний співак Вілен Зітек; актриса, народна артистка СРСР Наталія Михайлівна Ужвій; командувач Одеським оборонним районом Гаврило Васильович Жуков. На першому поверсі крім магазинів розміщувався ресторан з кухнею. Входи в готель для відвідувачів були з вул. Дерибасівської та Олександрівської площі, а «чорні» входи з провулків. На рубежі 1909—1910 років новим власником цієї будівлі стало найвідоміше в старій Одесі сімейство Анатра. Готель розміщувалася на другому, третьому, четвертому та п'ятому поверхах. На першому поверсі, крім магазинів, розміщувався ресторан «Татарський» з кухнею. Під час революції в готелі розміщувався штаб спеціальної державної комісії із забезпечення Червоної армії. За час радянської влади номери готелю були реконструйовані, корінному перероблюванню піддався перший поверх, значну частину якого до революції займав більярдний зал. Як зазначено в адресному і довідковій книзі Одеської області за 1936 рік, готель належала готельному тресту. Перший поверх з часом був переобладнаний під великий вестибюль і кімнати побутового обслуговування; тут же знаходилися перукарня з чоловічим і жіночим залами, кафе і камера схову. Кількість готельних номерів з 75 (до 1917 року) зросла до 100. У другій половині XX століття (в радянський період) на першому поверсі будівлі розташовувалися магазин «Золотий ключик» (фірмовий магазин місцевої кондитерської фабрики (імені Рози Люксембург), який торгував шоколадними цукерками та кондитерськими виробами, і вважався кращим в місті) і кінотеатр «Хроніка», що спеціалізувався на показі документального кіно.
- Будинок Крамарьова (готель «Франція») — Дерибасівська, 31 — Побудована у 1835—1837 роках архітектором Джорджо Торрічеллі, перебудова будинку у 1893 році для Абрама Мойсейовича Бродського у тютюнову крамницю Егіза архітектором Олександром Бернардацці. У будинку готелю «Франція» жили: російський письменник і поет Скиталець (Петров) Степан Гаврилович; судовий медик, професор Райський Михайло Іванович; терапевт, професор Орлов М. М.; офтальмолог, професор Єршкович Ісак Григорович; хірург, професор Соколовський Михайло Петрович. У 1938 році в будівлі розміщувався ресторан тресту столових. У підвальному приміщенні на розі будинку знаходиться відомий ресторан «Гамбрінус».
- Пасаж та готель «Пасаж» — Дерибасівська, 33 — Побудований у 1898—1899 роках архітектором Львом Влодеком, скульптором Товієм Фішелем, Мільман С.. Тут у 1921—1923 роках містився штаб 51-ї Перекопської дивізії, якою командували Василь Костянтинович Блюхер і Павло Юхимович Дибенко. «Пасаж» побудований на історичному місці — перші будівлі належали двом російським офіцерам, які отримали ділянку під забудову в кінці XVIII століття і купленим під споруду прибуткового будинку в 1822 рік підприємцем Крамаревим М. А. Будинок був побудований в 40-х роках XIX століття. У будинку Крамарева квартирував брат відомого російського поета Олександра Сергійовича Пушкіна — Лев Сергійович Пушкін, який служив чиновником на Одеській митниці. Льва Сергійовича Пушкіна в будинку Крамарева відвідували представники інтелектуальної еліти міста, відомі приїжджі, у тому числі Микола Гоголь. Довгий час будинок належав колезькій асесорці Ганні Синиціної, у якої й придбав його для зносу і будівництва на його місці «Пасажу» Менделевич Мойсей Якович — купець першої гільдії, глава експортної компанії, що займалася хлібною торгівлею. Пожежа 31 жовтня 1901, знищила частину скульптур і башточку над головним входом, на розі вулиць Преображенська і Дерибасівська, і паче не відновлені. Основними фігурами групи є Меркурій і Фортуна, неодноразово повторювані в елементах декору. На момент здачі в експлуатацію «Пасаж» був обладнаний за найбільш сучасними на той момент стандартам — електричне освітлення, яке забезпечувалося власною електростанцією, парове опалення, телефони, ліфт. У готелі налічувалося 162 комфортабельних номерів. Назва будівлі — «Пасаж» в одній з версій перекладу з французької означає «коридор, по обидва боки якого розташовані магазини». Після завершення будівництва «Пасаж» являв собою новий тип торгового центру. Перші поверхи будівлі спочатку облаштовані як торгові місця. До будівництва «Пасажу» аналогічні торгові центри в Одесі зводилися шляхом перебудови торгових рядів в один або два поверхи, що оздоблюють міські ринки. Завдяки місцю розташуванню — в самому центрі міста, до більшовицького перевороту в Пасажі знаходилися найсолідніші магазини міста: ювелірний — Я. Кохріхт, парфумерний і галантерейний — Л. Аудерського-молодшого, білизни — В. Кацмана, грамофонів та музичних інструментів — Л. Іозефера, гастрономічний — Г. Беккел, галантереї — Я. Гальперіна, посудний — «Товариства М. Кузнецова», книжний — «Нового часу» А. Суворіна, поштових листівок — Г. Ейшіского, крім того в будівлі «Пасажу» перебувала «Придворна фотографія „Пасаж“» Я. Білоцерківського. У роки НЕПу, крім готелю і магазинів, в будівлі розміщувалися різні радянські установи. Одним з найвідоміших і найбільш довго (близько 100 років), що проіснували без зміни профілю елементом «Пасажу» був «Центральний гастроном» (знаходився в приміщенні на першому поверсі на розі вулиць Дерибасівська і Преображенська). Профіль торгового приміщення гастроному змінений лише на початку XXI століття. Зараз в приміщенні знаходяться ювелірний магазин. На фасадній поверхні з боку Дерибасівської у рівні першого поверху — меморіальна дошка з барельєфом та написом «На цьому місці знаходився будинок, в якому в 1858 році жив і працював видатний хірург і педагог, один із засновників Одеського (Новоросійського) університету МИКОЛА ІВАНОВИЧ ПИРОГОВ (1810—1881)».

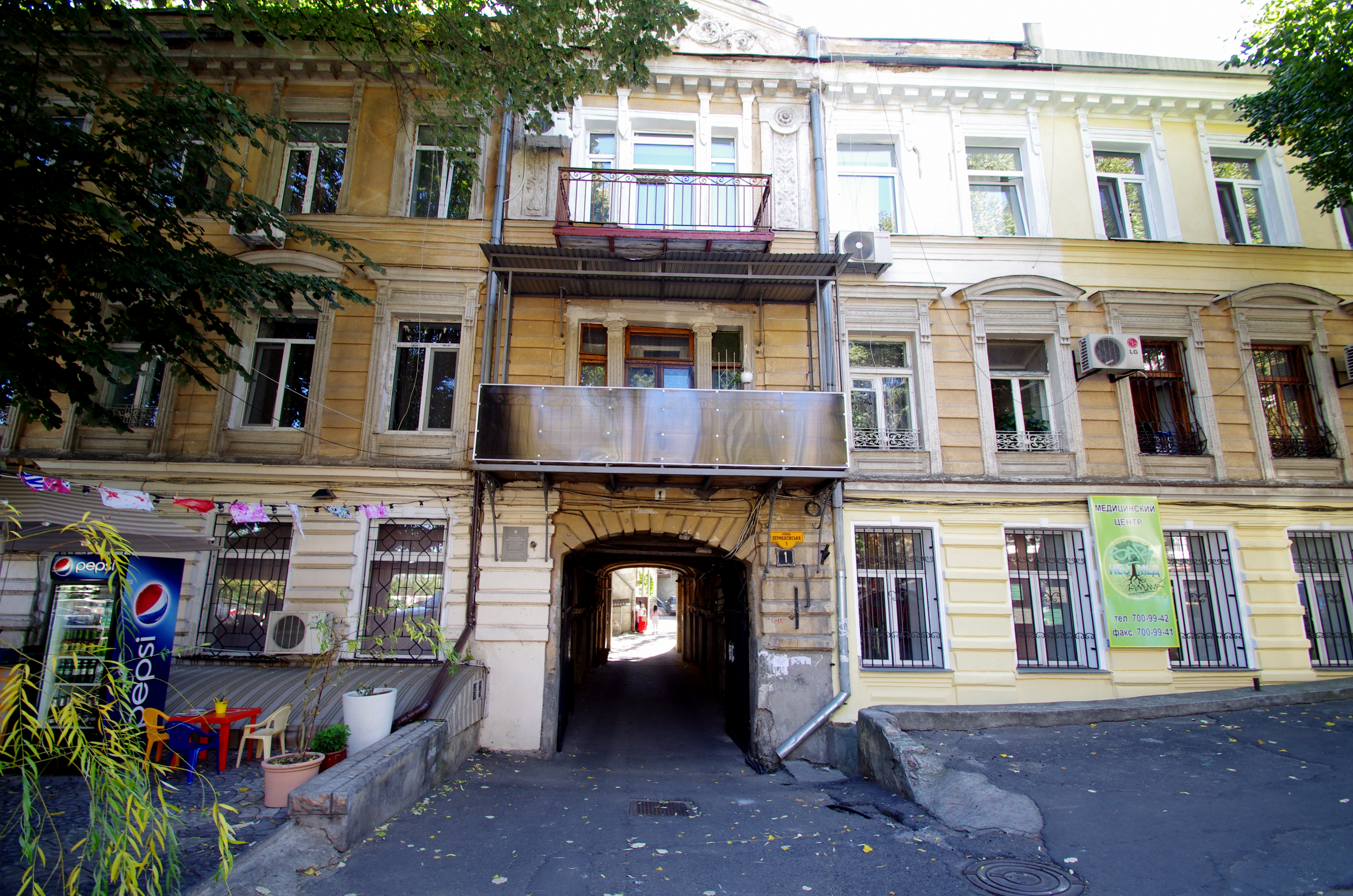
№1 Прибутковий будинок Ількевича
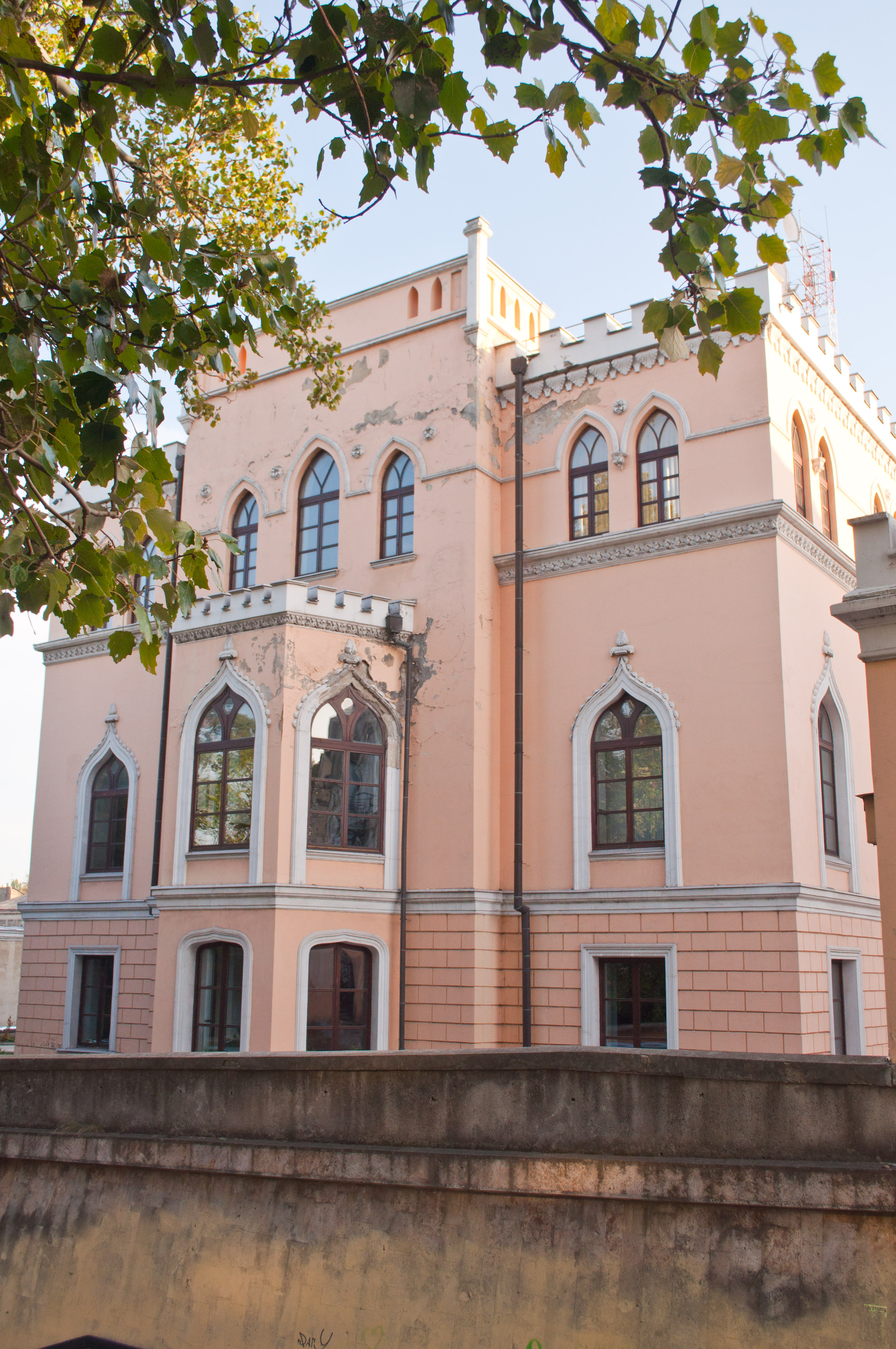
№2 Палац Вітта
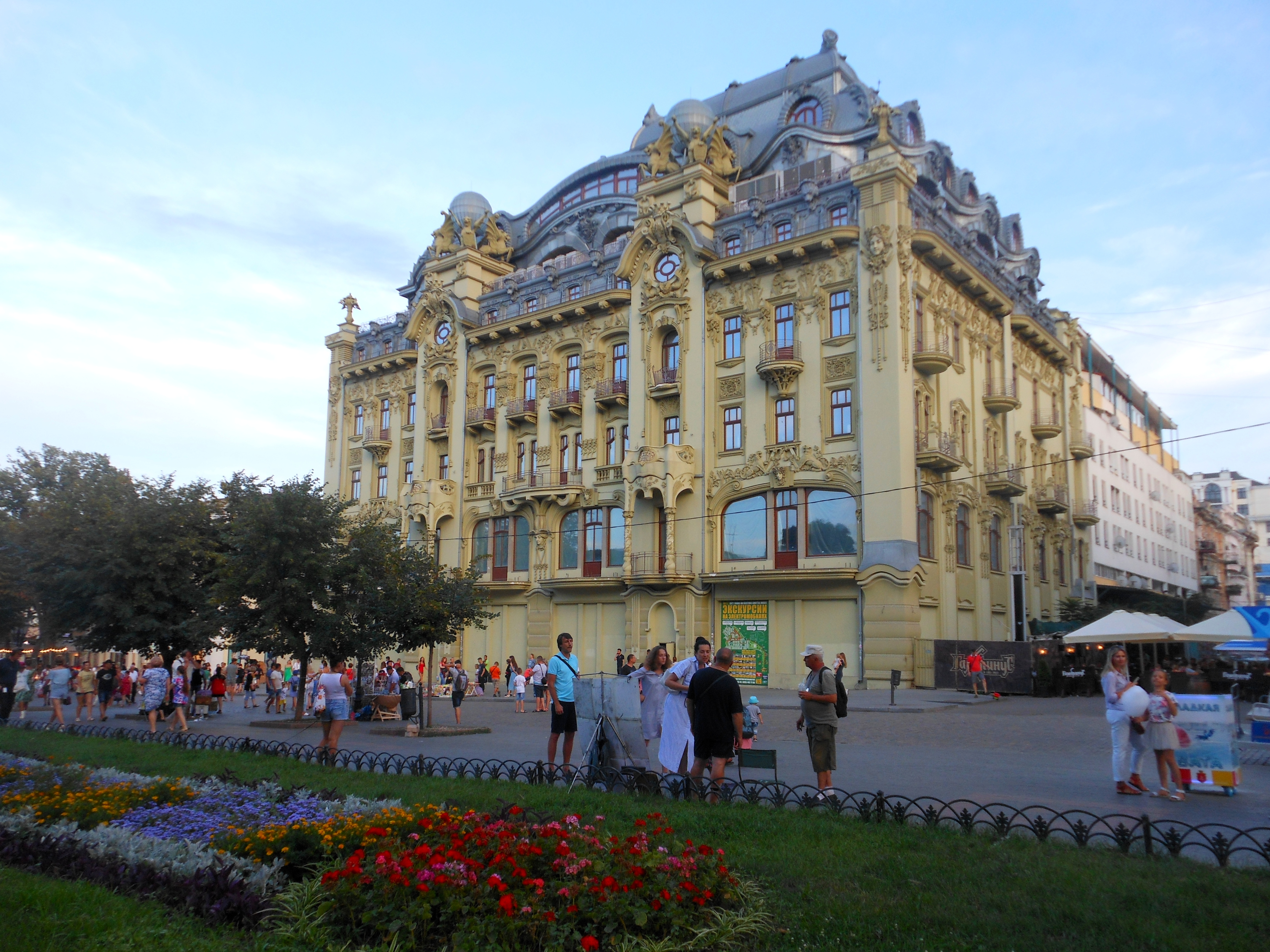
№29 Будівля готелю “Великий Московський"
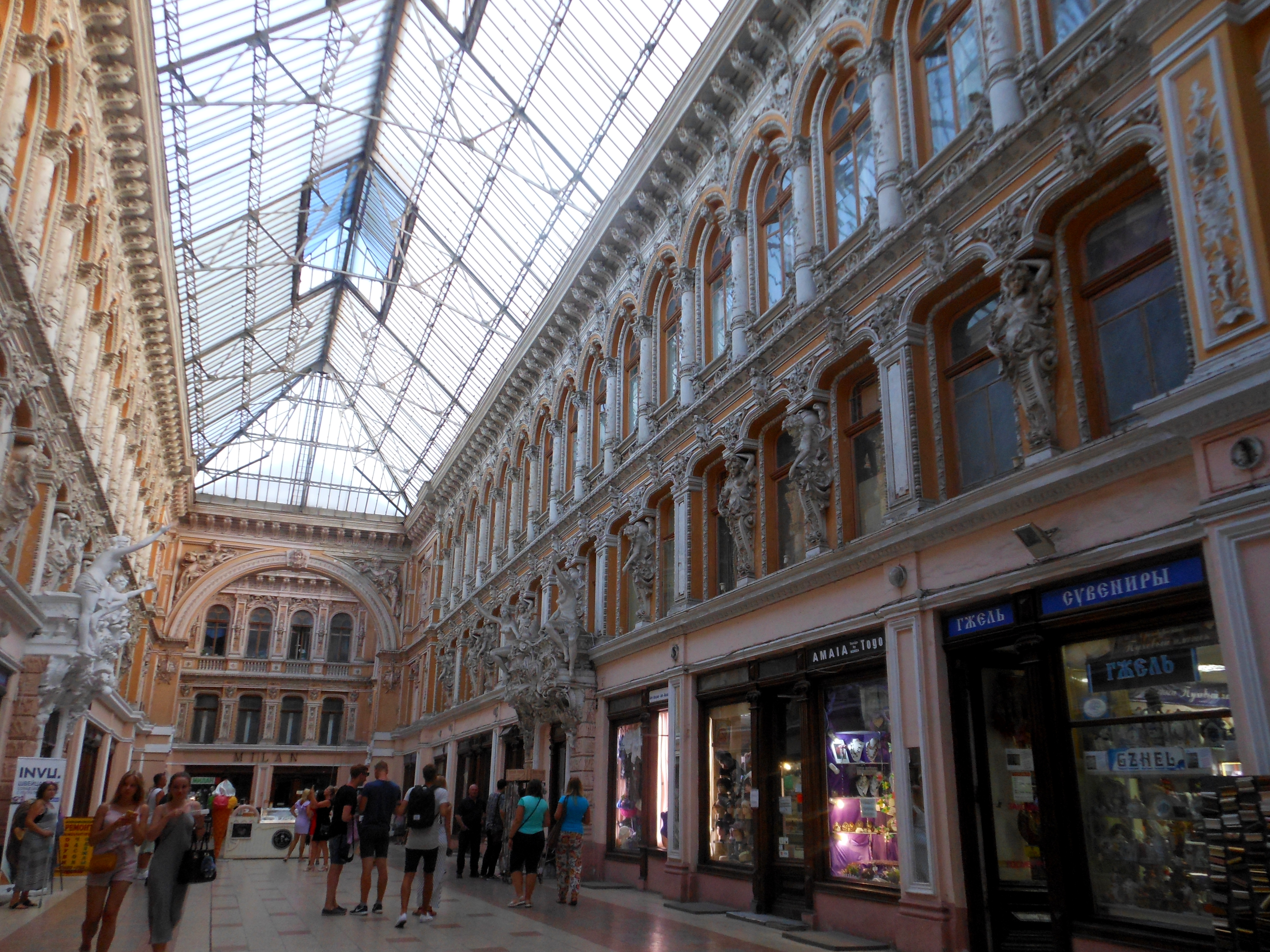
№33 Готель «Пасаж»

## Пісні
Дерибасівська як місце дії фігурує в багатьох так званих «одеських» піснях, найвідомішими з яких є «На Дерибасовской открылася пивная» та «Как на Дерибасовской, угол Ришельевской».